# Cotoneaster minutus
Cotoneaster minutus är en rosväxtart som beskrevs av Klotz. Cotoneaster minutus ingår i släktet oxbär, och familjen rosväxter. Inga underarter finns listade i Catalogue of Life.